# Büttös
Büttös ist eine ungarische Gemeinde im Kreis Encs im Komitat Borsod-Abaúj-Zemplén. 

## Geografische Lage
Büttös liegt in Nordungarn, 44,5 Kilometer nordöstlich des Komitatssitzes Miskolc, 18,5 Kilometer nordwestlich der Kreisstadt Encs, sieben Kilometer südlich der Grenze zur Slowakei, an den kleinen Flüssen Kányi-patak und Rakaca-patak. Die Nachbargemeinden Kány und Perecse befinden sich ungefähr fünf Kilometer nördlich, Krasznokvajda zwei Kilometer westlich des Ortes.

## Geschichte
Im Jahr 1913 gab es in der damaligen Kleingemeinde 73 Häuser und 426 Einwohner auf einer Fläche von 2808 Katastraljochen. Sie gehörte zu dieser Zeit zum Bezirk Cserehát im Komitat Abaúj-Torna.

## Sehenswürdigkeiten

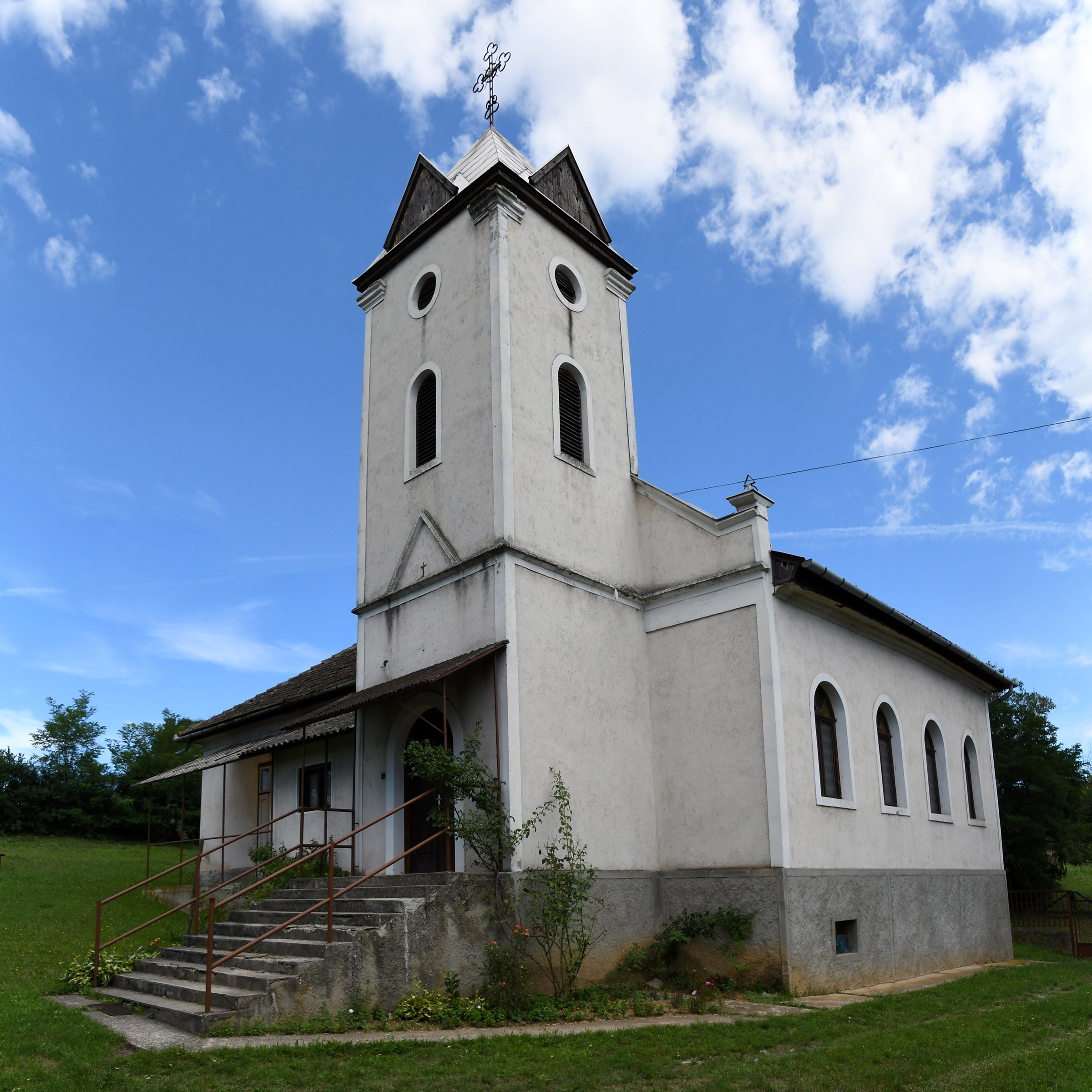
Griechisch-katholische Kapelle Istenszülő öltönyének elhelyezése
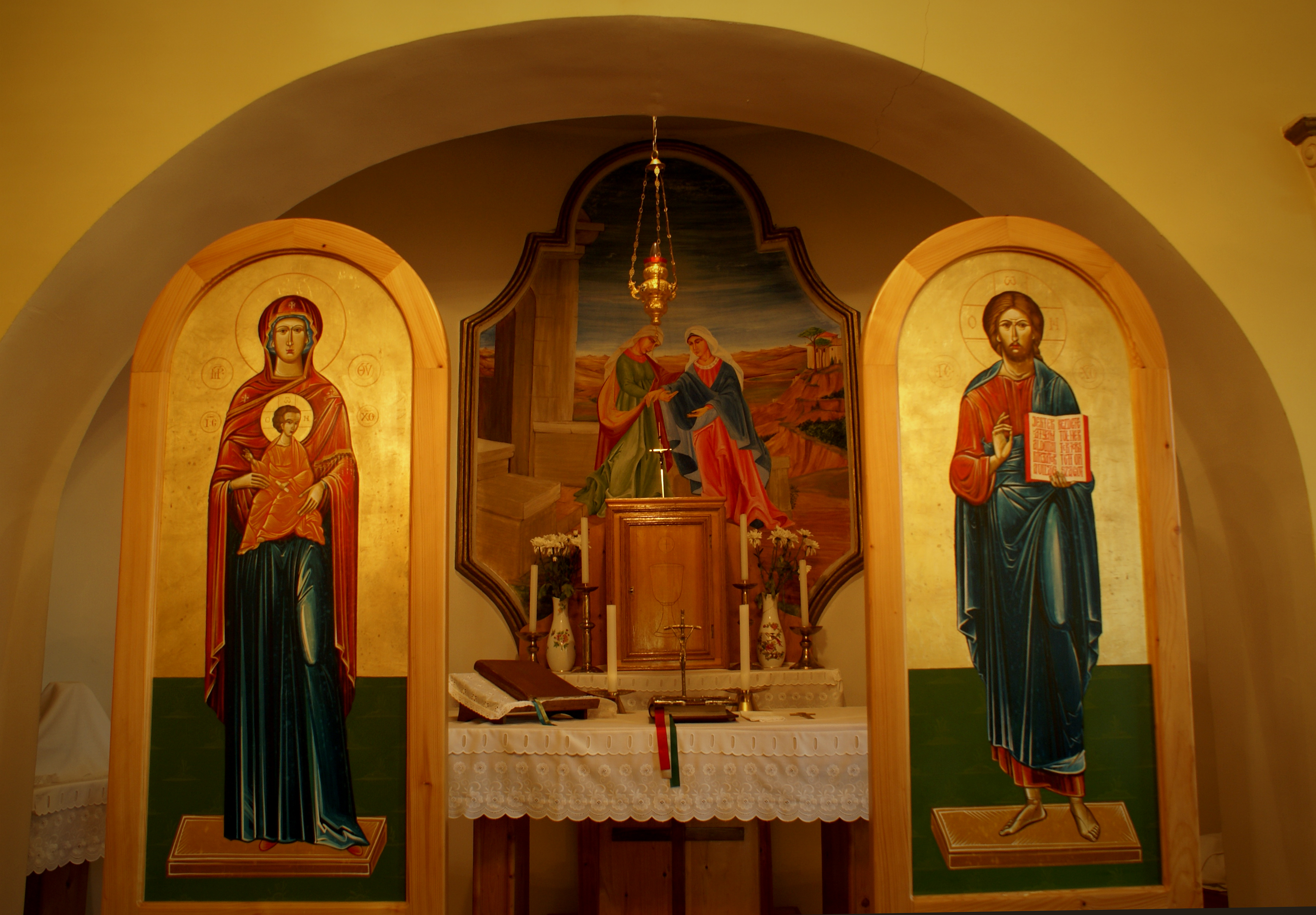
Altar in der Kapelle
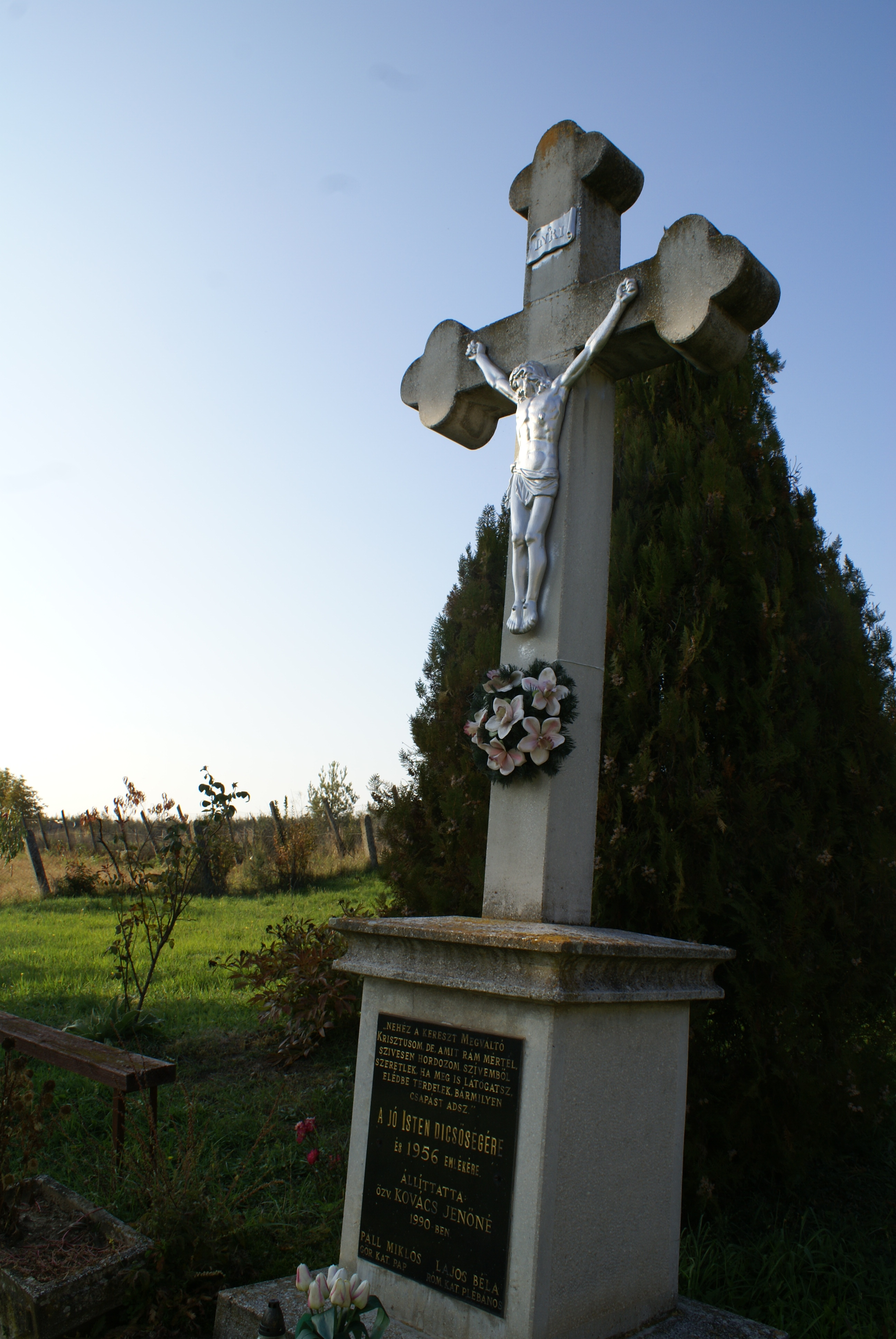
Kruzifix

- Kruzifix in Erinnerung an 1956

- Griechisch-katholische Kapelle Istenszülő öltönyének elhelyezése
- Altar in der Kapelle
- Kruzifix

## Verkehr
Durch Büttös verläuft die Landstraße Nr. 2624, die zur slowakischen Grenze führt. Es besteht eine Busverbindung nach Krasznokvajda. Der nächstgelegene Bahnhof befindet sich südöstlich in Forró-Encs.